# Bogumil Remec
Bogumil Remec, slovenski gospodarstvenik in politik, * 14. avgust, 1878, Trst, Italija, † 7. februar, 1955, Buenos Aires, Argentina.
Po končani gimnaziji v Ljubljani leta 1897 in univerzi na Dunaju je bil sprva učitelj na različnih šolah, leta 1908 pa je bil imenovan za vodjo trgovske šole v Ljubljani, ki jo je vodil do leta 1927. Po letu 1916 se je posvetil političnemu delovanju v Slovenski ljudski stranki, kjer je tvoril opozicijo proti Ivanu Šušteršiču in bil leta 1917 v prenovljeni strankini organizaciji izvoljen za njenega tajnika. Poleti leta 1918 je bil izvoljen v predsedstvo Narodnega sveta, nato pa še za člana Narodnega vijeća v Zagrebu. Od marca do septembra 1920 je bil poverjenik za notranje zadeve v Narodni vladi v Ljubljani, kasneje pa tudi poslevodeči podnačelnik Slovenske ljudske stranke. 
Med okupacijo je sodeloval v odboru vaških straž. 
Po osvoboditvi je živel v emigraciji.